# Витовт
Витовт или Витолд Велики, Витаутас Велики (на литовски: Vytautas Didysis (произношение), чете се Витаутас Дидисис, т.е. Велики, на беларуски: Вітаўт; на полски: Witold Kiejstutowicz, Витолд Кийстутович) е сред най-известните велики князе на Литва.
По време на упавлението си (1392 – 1430) намира деликатен баланс на отношенията на 2-те най-големи етнически групи в тогавашна Литва – русини и литовци. Той също така е княз на Гродно и Луцк и крал на хуситите.
Витовт е важен образ по време на националното възраждане през 19 век. В днешна Литва той е смятан за национален герой. Витаутас е често срещано мъжко име в съвременна Литва. На него е наречен университетът Витаутас Велики в Каунас. През Междувоенния период в Литва са издигнати много негови паметници.

## Борба за власт

### 1377 – 1384
Бащата на Витовт, Кейстутис, и чичо му Алгирдас нямат никаква борба за власт помежду си. Алгирдас е велик княз на Литва, а Кейстутис е основният военачалник в борбата срещу рицарите тевтонци. След смъртта си през 1377 г. Алгирдас е наследен от сина си Йогайло. Хармоничните взаимоотношения между братята приключват и започва ожесточена борба за власт. През 1380 г. Йогайла подписва тайния Довидишкески договор с тевтонците за обединена борба срещу Кейстутис. Когато Кейстутис разбира за това следващата година, той превзема Вилнюс, затваря Йогайло и се провъзгласява за велик княз. Но Йогайло успява да избяга и събира войска срещу Кейстутис и сина му Витовт. Двете съпереничесщи страни влизат в остри конфронтации, но не и в битки. Кейстутис е готов да преговаря, когато той и сина му са арестувани и затворени в замъка Крева. Една седмица по-късно Кейстутис е открит мъртъв. Още е спорно дали е починал по естествени причини или е бил убит.
През 1382 г. Витовт успява да избяга от Крева. След бягството си той получава помощ от Тевтонския орден. По същото време Йогайло преговаря с рицарите. Те подписват Дубиски договор, с който Йогайло се задължава да приеме християнството, с което да стане техен съюзник, и да им даде територията на Жемайтия до река Дубиса, но договорът не е приет. През лятото на 1383 г. конфликтът между Йогайло и тевтонците започва отново. Витовт се кръщава в католическата вяра и приема името Виганд (литовски вариант: Вигандас), след което няколко пъти напада съперника си. През януари 1384 г. той се задължава да даде на рицарите Жемайтия до река Невежис в замяна на титлата „велик княз на Литва“. През юли същата година обаче се отказва от съюза с тевтонците и се сдобрява с Йогайло, след което изгаря три важни тевтонски крепости и се обявява за владвтел на всичи земи на баща му без Тракай.

### 1389 – 1392
Витовт участва в създаването на Кревския съюз с Полша през 1385 г. и отново се кръщава в католическата вяра, при което приема името Александър. Този договор дава право на Йогайло да се ожени за Ядвига Полска и да бъде крал на Полша. Той поставя брат си Скиргайло за велик литовски княз. Но Скиргайло е непопулярен сред народа и Витовт открива възможност отново да стане велик княз. През 1389 г. той започва война и напада Вилнюс, но се проваля. За втори път, в началото на 1390 г., той е принуден да търси помощ от Тевтонския орден. Витовт се съгласява да спази първия договор и да даде Жемайтия на рицарите, след което напада литовските земи.
За да увеличи допълнително влиянието си, през 1391 г. Витовт жени единствената си дъщеря София за московския княз Василий І. Полската аристокрация е недоволна, че Йогайло (прекръстил се на Владислав II Ягело), техният нов крал, се занимава толкова много с вътрешните работи на Литовското княжество. Ясно било, че войната може да продължи с години и да не донесе никаква полза за страната. През 1392 г. дипломатът Хенрих Мазовецки, изпратен от Владислав ІІ, му предлага да замести Скиргайло като владетел на Литва. Витовт отново изгаря три тевтонски крепости и се завръща във Вилнюс. Витовт и Владислав подписват Остравския договор, с който Витовт става владетел на всички земи на Кейстутис, включително и Тракай, като му са подарени и още земи. Той може да управлява Великото литовско княжество от името на Владислав. След смъртта му всички тези земи ще бъдат върнати на Кралство Полша.

## Велик княз на Литва

### Отношения с източните страни
Витовт продължава политиката на Алгирдас за контролиране на възможно най-много московски земи. Много голяма част от тези територии са под властта на великия княз, но останалите са собственост на монголите. Тохтамъш, хан на Златната орда, търси помощта на Витовт след като е победен и свален от власт от Тамерлан през 1395 г. Подписано е споразумение, според което Витовт ще помогне на Тохтамъш да се върне на власт, а Ордата ще даде още земи на Литва в замяна. През 1398 г. войската на Витовт атакува част от Крим и построява крепост там. Така Литва се простира от Балтийско до Черно море. Пленени са много татари.
Вдъхновени от успешния поход, Витовт и Владислав ІІ искат разрешение от папа Бонифаций IX за започване на кръстоносен поход срещу монголите. Този политически ход показва, че Литва напълно е приела християнството и защита религията и че Тевтонските рицари вече нямат никакво основание да нападат Литва. Походът завършва с пълно поражение в битката на река Ворскла през 1399 г. Над двайсет князе, включително и двамата от братята на Владислав ІІ, загиват, а самият Витовт едва се измъква жив. Това идва като гръм от ясно небе за Литва и Полша. Много области въстават срещу Витовт, а Смоленск е превзет от законния му владетел, Юрий Смоленски, който остава на власт до 1404 г., когато градът е превзет от литовците. През периода 1406 – 1408 г. той води война срещу зет си Василий І Московски и един от братята на Йогайло, Швитригайло, който е поддръжник на рицарите тевтонци. Противоречието между двете фракции приключва без нито една битка с Угренския договор, според който Велики Новгород се дава на брата на Йогайло Симеон Лингвен, а важният град Псков – на неговия дипломат Йежи Нос. Войната с Московското княжество завършва през декември 1408 г. с последици, които правят бъдеща война с Тевтонския орден неизбежна, въпреки опитите на Херман II да преговаря.

### Война с Тевтонския орден
През 1398 г., подготвяйки се за кръстоносния поход срещу монголите, Витовт подписва Салинаския договор с рицарите и им дава Жемайтия. Областта била много важна за ордена, защото разделяла тевтонските рицари в Прусия от Ливонския орден в Латвия. Двата ордена искат да се обединят и да станат огромна военна сила. Орденът обаче владее Жемайтия само три години, защото през 1401 г. жемайтийците, подкрепяни от Витовт, въстават и изгрят два замъка. Рицарите получават помощ от Швитригайло, брат на Владислав ІІ Ягело, който иска да отнеме титлата на Витовт. През 1404 г. е подписан Рациомжкият договор, който в общи линии повтавя този от Салинас, като връща Жемайтия на тевтонците. Полша обещава да подкрепи Литва в случай на нова война. Тевтонският орден смята да подкрепи Витовт на изток и срещу всички, които искат да отнемат трона му. Въпреки това, договорът оставя някои проблеми нерешени, поради което всички държави се готвят за война.
През 1408 г. Витовт помирява отношенията си на изток и се връща към Жемайтийския въпрос. През 1409 г. се вдига Второто жемайтийско въстание срещу тевтонците, което той отново подкрепя. Въстаниците изгарят замъка Скирснемуне. Когато и Полша започва да подкрепя жемайтийците, започва войната. Витовт командва армия, събрана от 18 страни. Армията се събира с полските войски и се насочва към тевтонската столица в Мариенбург (дн. Малборк). През 1410 г. той командва войската на Литва в битката при Грюнвалд (Таненберг). Битката е спечелена от поляците и литовците. Въпреки че обсадата на Мариенбург се поваля, орденът никога не възвръща предишната си сила и губи самостоятелността си.
След Торнския договор от 1411 г. Витовт си възвръща Жемайтия за цял живот. Въпреки това, страните не са съгласни с границата. Свещеният римски император Сигизмунд Люксембургски се съгласява да се намеси в спора. През 1413 г. се казва, че целият десен бряг на река Неман е част от Жемайтия и следователно принадлежи на Литва. Рицарите не са съгласни и през 1414 г. започва нова война. Войната трае само два месеца и въпросът е обсъден на Констанцкия събор. Въпреки че спорът не е разрешен, жемайтийците показват случая си на европейските лидери. Още няколко опита за намеса се провалят и през 1422 г. отново почва война. След два месеца конфликт е подписан Договора от езерото Мелно. Жемайтия е върната за постоянно на Лива, а град Мемел (днешен Клайпеда) остава в ръцете на ордена. Отношенията остават стабилни до 1923 г., когато Литва анексира Мемелската област. След мира Витовт се концентрира над оправянето на отношенията си с Полша.

### Отношения с Полша
През 1399 г. Ядвига Полска умира при раждането на детето си. Владислав II е непопулярен владетел, тъй като е чужденец и няма никакви взаимоотношения с полската корона освен жена му. Загубата при Ворскла също влошава отношенията между Литва и Полша. В резултат през 1401 г. е подписана Вилнюско-Радомската уния. Тяа дава на Витовт широка автономия, но след смъртта му всичките му земи ще бъдат предадени на полския крал. Ако Владислав ІІ умре първи без да остави наследник, полското благородничество се задължава да не избира нов крал без да се допита до Витовт. Интересното в тази уния било, че литовското благородничествио също представя документ, като за първи път в литовската история някой освен великия княз играе роля във външната политика.
Витовт е сред създателите на Хородленската уния с Полша през 1413 г. Според нея Великото литовско княжество си има свой велик княз и свой парламент. Полският и литовският сеймове ще обсъждат всички важни въпроси заедно. Унията е важна в културен и политически план, защото християнските литовски благородници имат същите права като полската шляхта. Това не включва православните благородници и отваря път за повече контакти между аристокрациите на Полша и Литва.
През януари 1429 г. Витовт вече е приел титлата крал на Литва с помощта на Сигизмунд Люксембургски, но дипломатите, които пренасят короната, са спряни от полските магнати през 1430 г. Изпратена е нова корона, но Витовт умира в Островния замък в Тракай само дни преди тя да пристигне. Погребан е във Вилнюската катедрала, но не се знае точното местоположение на тленните му останки.
Според 11-ото издание на Енциклопедия Британика Витовт е „със сигурност най-забележителната личност на своето време в Източна Европа поради своите качества на военачалник и управленските си умения“.

### Реформи
Витовт спомага икономическото развите на своята държава с много реформи. По негово време Литва става по-централизирана държава, тъй като местните князи с кръвни връзки с короната са заместени от верни нему губернатори. Те са основно едри земевладелци сред литовската аристокрация. Влиятелните родове Радживил и Гощаутай се издигат по времето на Витовт.

## Семейство
Роден през 1350 г. в замък в днешен Сениежи Тракай, Витовт е син на княз Кейстутис и жена му Бируте. Той е братовчед и приятел от детството на Йогайло (Владислав ІІ Ягело), който през 1386 г. става крал на Полша. Около 1370 г. той се жени за Ана и двамата си раждат една дъщеря – София Литовска. Тя се жени за Василий I, велик московски княз. След смъртта на Ана през 1414 г., Витовт се жени за Юлиана Олшанска, нейна племенничка и дъщеря на Иван Олшански.